# إن سي آي إس: هاواي
إن سي آي إس: هاواي (بالإنجليزية: NCIS: Hawaiʻi)‏ هو مسلسل بوليسي أمريكي بث لأول مرة على قناة سي بي إس في 20 سبتمبر 2021، المسلسل من بطولة فانيسا لاشي، نواه ميلز، ياسمين البسطامي، جيسون أنتون وتوري أندرسون.

## وصلات خارجية
- إن سي آي إس: هاواي على موقع IMDb (الإنجليزية)
- إن سي آي إس: هاواي على موقع ميتاكريتيك (الإنجليزية)
- إن سي آي إس: هاواي على موقع روتن توميتوز (الإنجليزية)
- إن سي آي إس: هاواي على موقع فيلمافينيتي (الإسبانية)
- إن سي آي إس: هاواي على موقع كينوبويسك (الروسية)
- إن سي آي إس: هاواي على موقع ألو سيني (الفرنسية)
- إن سي آي إس: هاواي على موقع قاعدة بيانات الفيلم (الإنجليزية)